# Croton pohlianus
Espèce
Croton pohlianus est une espèce de plantes à fleurs du genre Croton et de la famille des Euphorbiaceae, présente du centre ouest du Brésil jusqu'au Minas Gerais.
Il a pour synonymes :
- Croton pohlianus var. semiglabratus, Müll.Arg., 1873
- Oxydectes pohliana, (Müll.Arg.) Kuntze